# SH-3 시 킹
시코르스키 SH-3 시 킹(영어: SikorSky SH-3 Sea King)은 미국의 시코르스키 항공이 개발한 미국 해군의 대잠(ASW) 헬리콥터이다. 1961년 실전배치된 이래, 2011년 현재 사용중이다. 영국과 이탈리아의 경항공모함인 인빈시블급 항공모함, 주세페 가리발디 항공모함의 주력 헬기이다.

## 사용국가

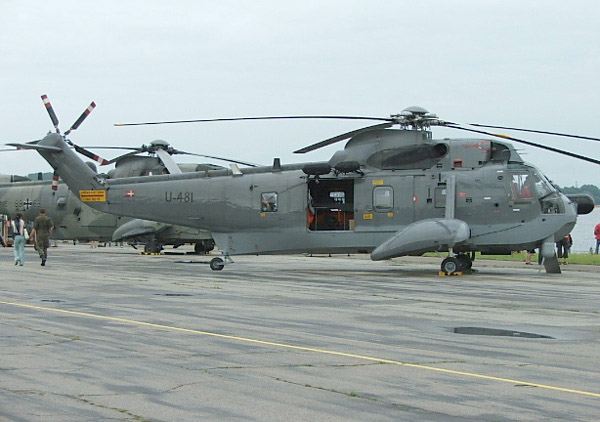
덴마크 공군 S-61A

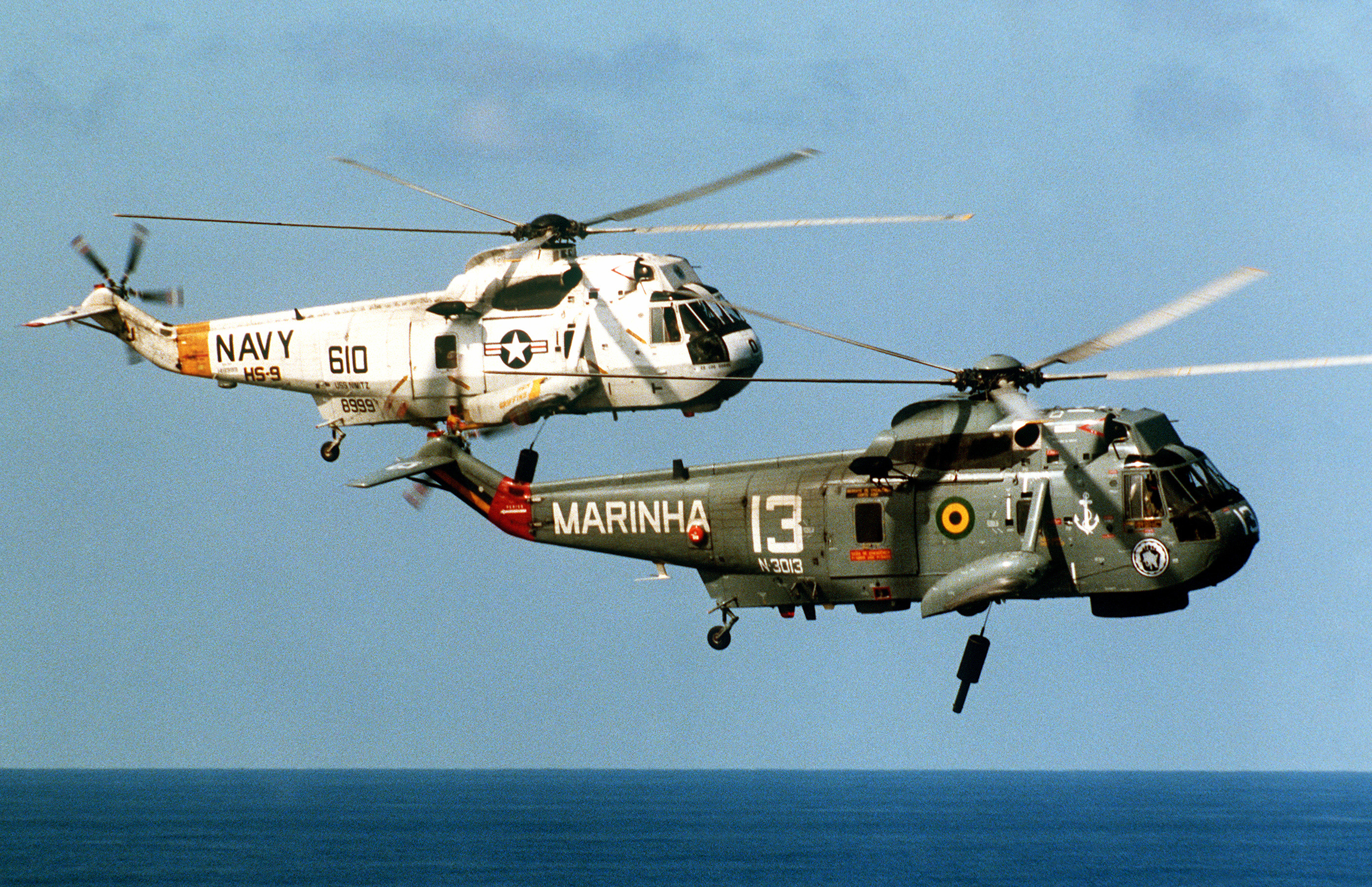
브라질 해군과 미국 해군의 시킹

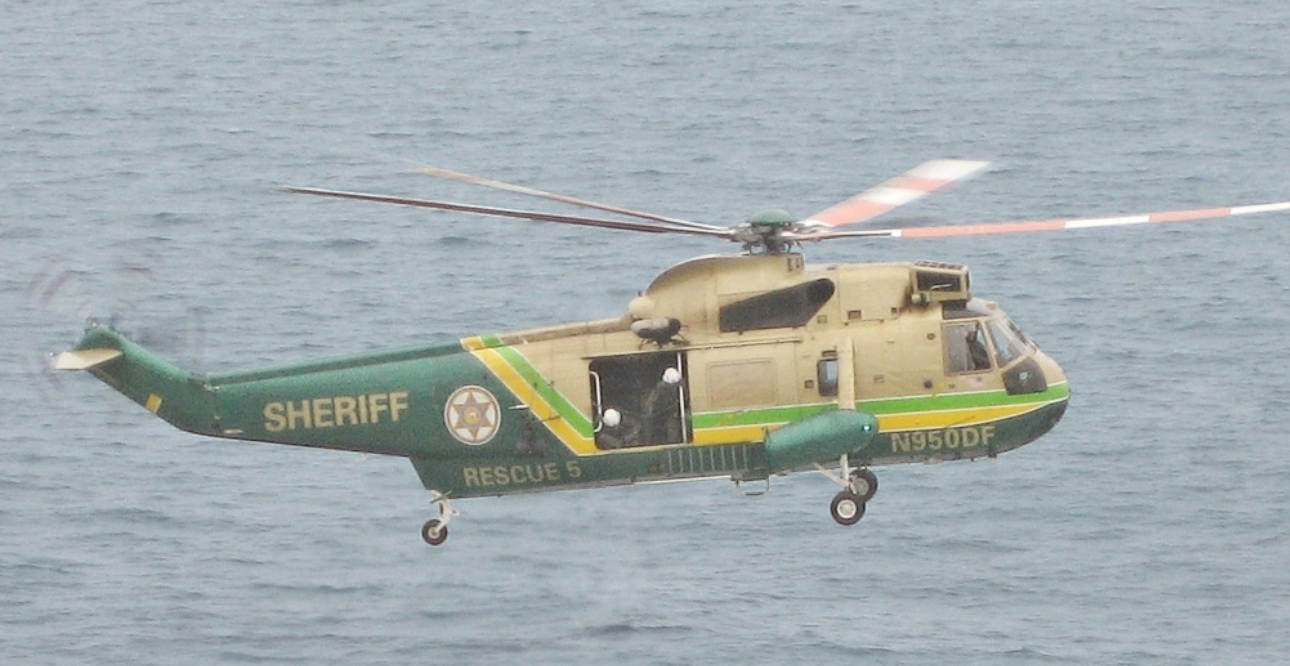
LASD's Rescue 5, a Sikorsky SH-3H Sea King helicopter, flies offshore near Point Vincente Park in Rancho Palos Verdes.

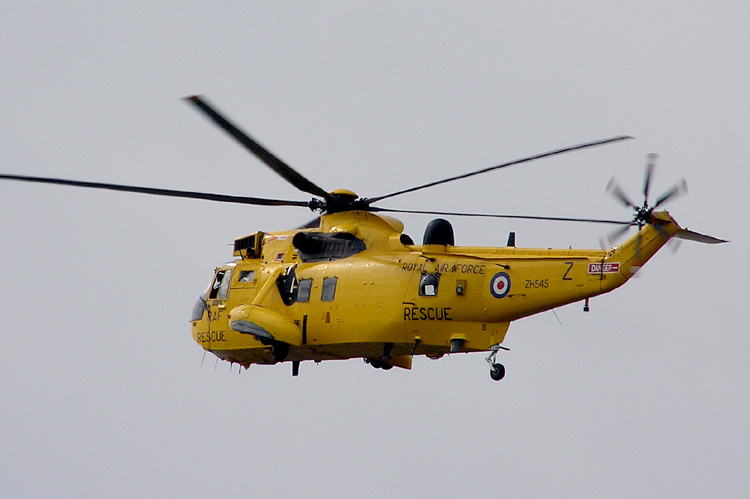
영국 해군의 웨스트랜드 시 킹

- 아르헨티나
- 브라질
- 캐나다
- 덴마크
- 이집트
- 인도
- 이란
- 이라크
- 아일랜드
- 이탈리아
- 일본
- 말레이시아
- 페루
- 사우디아라비아
- 스페인
- 베네수엘라
- 미국

## 같이 보기
- 웨스트랜드 시 킹 - 영국 해군은 항공모함 조기경보기로 시킹 헬리콥터를 사용한다.